# Горизонт (ансамбль)
«Горизонт» — советский и российский вокально-инструментальный ансамбль, основанный в Чебоксарах в 1978 году, базировался на ЧЗПТ (Чебоксарский Завод Промышленных Тракторов).

## История коллектива
История коллектива началась в 1978 году. У истоков творческого пути стоял выпускник музыкально-педагогического факультета Чувашского государственного пединститута Владимир Беляков.
Однако вся дальнейшая информация по истории группы относится ко второму составу ВИА «Горизонт» (экс-«Движение», изначально из г. Горького).[уточнить]
В самом начале инструментами коллектива были: рояль, аккордеон и акустические гитары. Впоследствии от аккордеона пришлось отказаться, была сделана ставка на гитары, бас, клавишные и барабаны. Как и многие начинающие коллективы, поначалу ансамбль исполнял композиции своих любимых и тогда весьма популярных групп: The Beatles, Shocking Blue, Deep Purple. Группа также стала играть классические произведения в рок-аранжировке, к примеру, «Сицилиану» Баха и другие композиции классической музыки времён барокко. К концу восьмидесятых со стилистическим разнобоем было покончено: группа стала играть только арт-рок, стилистически близкий группе Yes (о которой лидер группы Сергей Корнилов даже писал дипломную работу), и движению Rock in Opposition. Неизвестно, чем бы закончилась история группы, если бы её не приютил Чебоксарский завод промышленных тракторов, предоставив репетиционную базу и комплект концертно-студийного оборудования. В 1980 году группу (тогда ещё называвшуюся «Движение») пригласили на Всероссийский творческий семинар по проблемам вокально-инструментальных ансамблей в городе Киров, где они исполнили сюиту Сергея Корнилова «Триптих». Эта музыка очень заинтересовала композитора Юрия Саульского, который и стал «опекуном» группы. Именно при его поддержке группа «Горизонт» впоследствии записала свои альбомы «Летний город» и «Портрет мальчика».

## Интересные факты
В 1985-1986 годах, на волне популярности группы, с ней сблизились фотографы фотоклуба "Ракурс" (г. Чебоксары). Сотрудничество шло лишь на творческой основе, вне коммерческих интересов. Результатом съемок на концертах и за кулисами стали серии фотографий и портреты участников "Горизонта". Эти контакты также помогли музыкантам при оформлении альбома "Летний город" (1986 и 2000 годы). Художником-графиком Ольгой Брель, членом Московского объединенного комитета профсоюза художников-графиков, была создана оригинальная обложка с круговой композицией в присущих ей красно-черно-белых цветах.

## Дискография
- «Летний город» (1986) — «Мелодия» C60 23911 005[источник не указан 2714 дней]
- «Портрет мальчика» (1989) — «Мелодия» C60 28665 002[источник не указан 2714 дней]
- «Summer In Town» (2000) — Russia-Boheme Music CDBMR 008152[источник не указан 2714 дней]
- «The Portrait Of A Boy» (2000) — Russia-Boheme Music CDBMR 008153[источник не указан 2714 дней]